# Fritz!Box

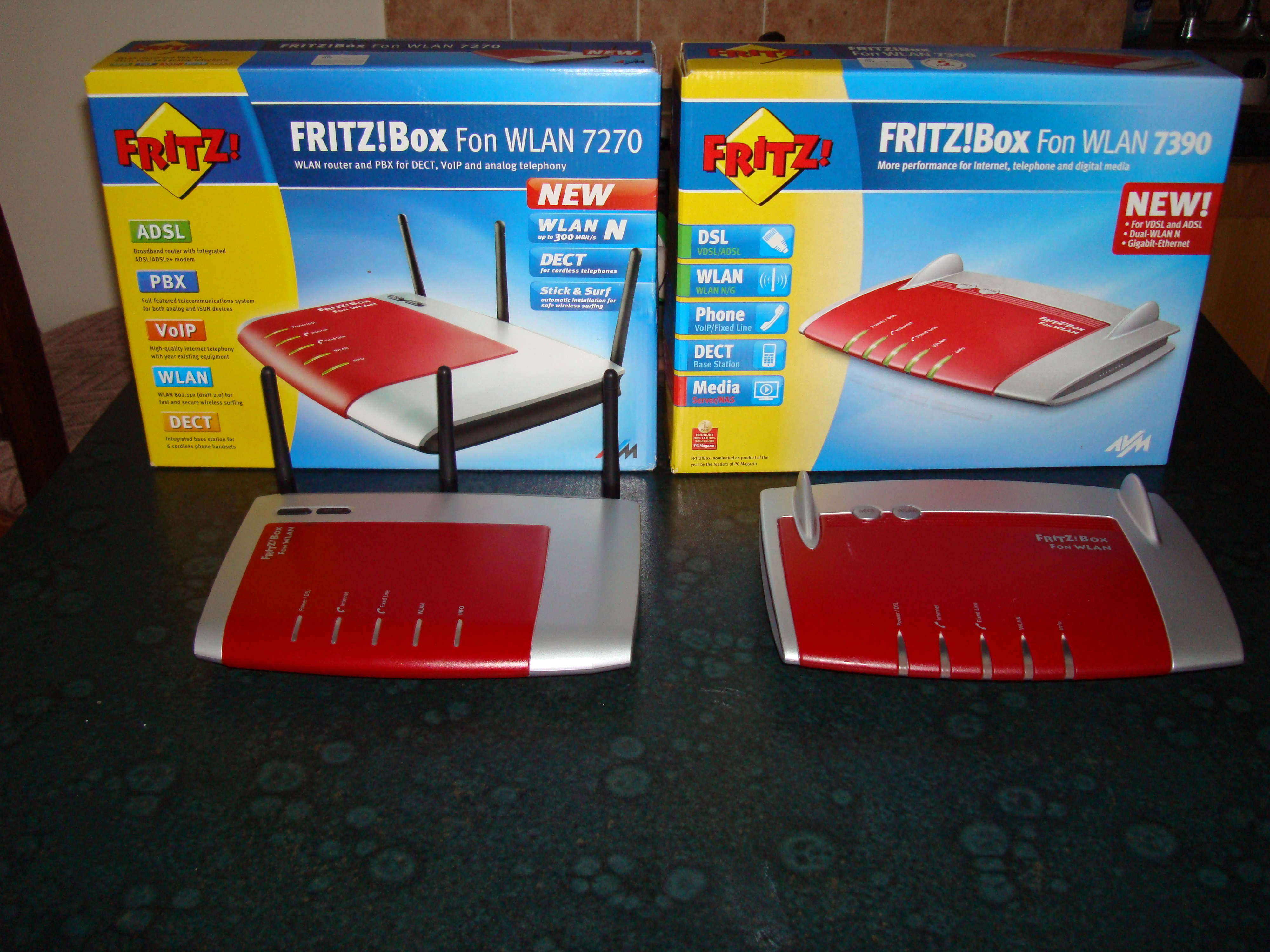
FRITZ!Box 7270 y 7390

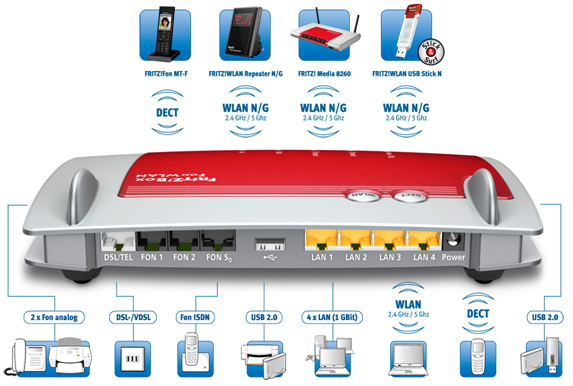
Esquema de conexiones panel posterior

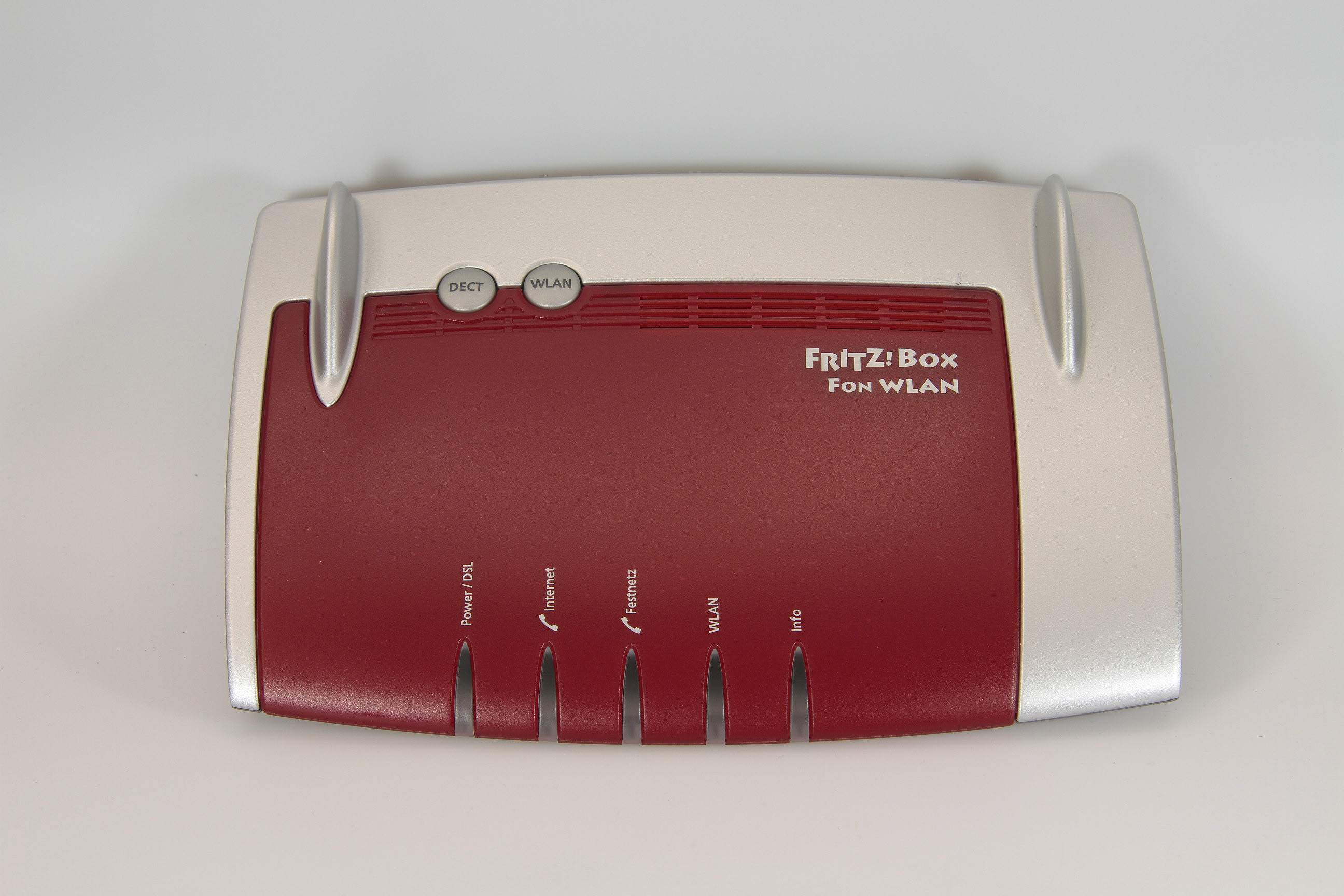
FRITZ!Box Fon WLAN 7390

FRITZ!Box es el nombre que identifica la familia de routers/gateways de la empresa alemana AVM GmbH.
Los primeros FRITZ!Box fueron presentados durante la feria CeBIT de 2004. Durante el mismo año aparecieron también algunos modelos avanzados, que combinan adaptador WLAN y funciones de telefonía a través de Internet. Gracias a ello es posible utilizar los teléfonos convencionales del hogar para realizar llamadas VoIP, sin necesidad de contar con un ordenador y con las ventajas económicas que permiten, por ejemplo, los diferentes servicios de telefonía SIP.
AVM diseña y fabrica su gama de productos FRITZ!Box en Alemania. Todas las soluciones FRITZ! utilizan sistema operativo FRITZ! OS, basado en Linux, y cuentan con una interfaz de gestión intuitiva y traducida a diferentes idiomas,entre ellos el castellano.
Los FRITZ!Box integran elementos tan dispares como un enrutador avanzado, una base para telefonía DECT, una centralita analógica y para VoIP, contestador, fax o una nube personal para el almacenamiento de archivos. Gracias a ello es posible disfrutar de un gran número de posibilidades empleando un único dispositivo, que simplifica la instalación y minimiza el consumo energético.
El fabricante también cuenta con otros dispositivos que multiplican las posibilidades de los FRITZ!Box, como por ejemplo teléfonos DECT avanzados, adaptadores PLC o el Smart Plug FRITZ!DECT200, un enchufe inteligente que, situado en cualquier parte del hogar, permite encender o apagar remotamente o mediante programación los aparatos conectados a él.

## Línea de productos FRITZ!Box
Dentro de la gama FRITZ!Box AVM ofrece diferentes tipos de dispositivos:
| FRITZ!Box          | Routers DSL |
| FRITZ!Box Cable    | Routers preparados para conexiones de cable, como las proporcionadas por Ono o R. |
| FRITZ!Box LTE      | Routers para redes LTE. Muy populares en Alemania, donde estas conexiones ya rivalizan con otras alternativas de banda ancha, como la ADSL o Cable. |
| FRITZ!Box WLAN     | Routers DSL con WiFi. La mayoría de modelos también pueden actuar como gateways o routers neutros, empleando uno de sus puertos Ethernet para la conexión a Internet.                                                                                         |
| FRITZ!Box Fon      | A sus funciones se añade la telefonía VoIP, que se integra con la telefónica analógica o RDSI. Por ejemplo, el modelo FRITZ!Box Fon WLAN 7170 puede considerarse una auténtica centralita telefónica, con una capacidad para 4 líneas externas y 13 internas. |
| FRITZ!Box Fon WLAN | Los modelos más recientes generalmente combinan WiFi N, funcionalidades VoIP y base integrada DECT para teléfonos inalámbricos. |

## Características
Entre los diversos modelos disponibles los más avanzados incorporan módem DSL, centralita telefónica VoIP (SIP) con conexión a la línea telefónica analógica e, incluso, base DECT para dar servicio a teléfonos inalámbricos. Por ejemplo, el modelo FRITZ!Box Fon WLAN 7390 combina las siguientes funciones principales:
- Conectividad a Internet: vía módem ADSL2+ incorporado, vía Ethernet, a través de uno de los puertos del switch integrado (para su conexión a cable-módems, módems satélite u otro tipo de dispositivos) o bien mediante un módem 3G/UMTS conectado por USB.
- Switch con cuatro puertos gigabit Ethernet y WiFi N.
- Dos puertos USB, que permiten conectar impresoras, discos externos, módems3G e, incluso, otros dispositivos, como escáneres, que pueden gestionarse remotamente desde PCs de la red local.
- Memoria interna de 512 MB, con funcionalidad NAS, que permite compartir archivos a través de los protocolos SMB, FTP, UPnP, AV, etc.
- Función MyFRITZ!, que permite acceder al enrutador y sus funciones -como, por ejemplo, su memoria interna compartida-, desde cualquier lugar del mundo de forma segura.
- Servidor multimedia, para compartir música, fotos y vídeos con cualquier dispositivo de la red local.
- Gráficas avanzadas de la actividad de las conexiones y servicios de red.
- Sistema operativo FRITZ! OS basado en Linux

### Servicios en Telefonía
- Telefonía por Internet (VoIP) y red fija analógica convencional.
- Centralita telefónica con identificación de llamadas, transferencia entre extensiones internas, desvío, captura de llamadas y llamada a tres.
- Base DECT, para dar servicio a teléfonos inalámbricos y permitirles operar tanto a través de la red analógica convencional como mediante servicios VoIP.
- Contestador automático de fax y voz integrados.
- Configuración de reglas de marcado automáticas.
- Bloqueo de llamadas salientes y/o entrantes.
- Marcado abreviado.
- "Click to dial" en aplicaciones como Outlook.
- Programación para desconexión nocturna.
- Monitorización de sonido ambiente

### Funciones de seguridad
- Firewall certificado por TÜV, con protección contra hackers y spyware.
- Priorización de aplicaciones y/o equipos (por ejemplo, para integrar cámaras IP).
- Cliente de DDNS (alias para conexiones con IP pública dinámica).
- Acceso remoto seguro (https).
- Gestión avanzada de puertos.
- Gestión de acceso a Internet de equipos / control paternal avanzado, independiente del sistema operativo del dispositivo con el que se realiza la conexión.
- Calidad de servicio sobre WAN, WLAN y LAN automáticos.
- Gestión VPN.

### Funciones Wi-Fi
- Punto de acceso WiFi 802,11n 300 Mbits/s.
- Access Point Manager/Server.
- Admite hasta 4 repetidores (soporta WDS & WPS).
- Análisis avanzado del espectro radioeléctrico para detección deinterferencias y selección de canales óptimos.
- Ajuste automático de potencia de emisión en función del tráfico de datos.

## Versiones de Fritz!Box
FRITZ!Box Fon se comercializa en tres versiones:
- versión alemana para Alemania (Anexo B)
- versión alemana para Austria y Suiza (Anexo A)
- versión internacional (en inglés y castellano, Anexos A y B)

Además de obviamente los diferentes idiomas de la interfaz de web, también se diferencian en que la versión internacional se encuentra disponible en dos estándares ADSL: ITU G.992.1 Anexo A y ITU G.992.1 Anexo B. La versión alemana esta solo disponible en Anexo B. Mientras que las restantes solo en Anexo A. La diferencia entre ambos Anexos se basa en el uso del espectro de frecuencias utilizado por las líneas telefónicas analógicas (POTS).
El modo en Anexo-A es el más eficiente en el uso del espectro de frecuencias pues para banda ancha utiliza (RDSI+DSL). Gracias a esto, es posible alcanzar distancias mayores entre el equipo de distribución (Multiplexor de Acceso DSL o DSLAM) y el abonado. En el modo Anexo-B, el rango (analógico+RDSI) es utilizado y solo queda disponible el espacio "DSL", lo que representa un menor ancho de banda y como resultado un menor alcance.
Los avances que tienen lugar en la evolución del firmware de la versión Alemana estarán disponibles poco después en la versión Internacional. FRITZ! es un producto en permanente evolución a través de regulares actualizaciones de firmware firmware (en general dos por año, quemejoran las características existentes e, incluso, añaden funcionalidades).

## Tutoriales
Los siguientes enlaces externos consisten en una serie de animaciones que facilitan la comprensión de diversos procesos de instalación, mantenimiento y funcionalidades del equipo.
- Instalando FRITZ!Box: conectando a Internet a través de un módem de cable (enlace roto disponible en Internet Archive; véase el historial, la primera versión y la última).
- Instalando FRITZ!Box: conectando a Internet a través del módem ADSL incorporado (enlace roto disponible en Internet Archive; véase el historial, la primera versión y la última).
- Panel de control o "Start Center"  (enlace roto disponible en Internet Archive; véase el historial, la primera versión y la última).
- Funcionalidad WLAN de FRITZ!Box Fon WLAN 7270 (enlace roto disponible en Internet Archive; véase el historial, la primera versión y la última).
- ¿Qué ventajas brinda un router con "Traffic shaping" o gestor de calidad de tráfico? Archivado el 16 de abril de 2018 en Wayback Machine.
- Funcionalidades principales de la central telefónica FRITZ!Box Fon Archivado el 16 de abril de 2018 en Wayback Machine.